# 12690 Kochimiraikagaku
12690 Kochimiraikagaku este o planetă minoră (asteroid), cu un diametru de 15,287 km, din centura de asteroizi. A fost descoperită pe 5 noiembrie 1988 la Geisei⁠(d) de Tsutomu Seki. 
Obiectul prezintă o orbită caracterizată de o semiaxă mare de 3,0047803 UAi, o excentricitate de 0,12, o înclinație de 11,36985 ° în raport cu ecliptica.